# Gårdsmyrtjärnen
Gårdsmyrtjärnen är en sjö i Östersunds kommun i Jämtland och ingår i Ljungans huvudavrinningsområde.